# Cystostereaceae
Cystostereaceae Jülich, 1982 è una famiglia di funghi basidiomiceti appartenente all'ordine Polyporales.

## Tassonomia
Il genere tipo è Cystostereum Pouzar, gli altri generi inclusi sono:
- Cericium
- Crustomyces
- Cystidiodontia
- Parvobasidium
- Parvodontia